# Document des prisonniers palestiniens
Le Document des prisonniers est une proposition rédigée en 2006 par des militants palestiniens détenus dans des prisons israéliennes. Cinq militants affiliés au Fatah, au Hamas, au FPLP, au Jihad islamique palestinien et au FDLP, ont pris part à la rédaction de ce document articulés en 18 points. Il appelle à la création d'un État palestinien en Cisjordanie et dans la Bande de Gaza.
La version initiale du document a donné lieu à des interprétations selon lesquelles l'adoption du texte entraînerait implicitement la reconnaissance du droit à l'existence de l'État d'Israël. Cette reconnaissance va à l'encontre de la ligne officielle du Hamas (organisation au pouvoir en 2006). En effet, certains des membres dirigeants du Hamas appellent à la « destruction de l'entité sioniste » (i.e. Israël).
Le Président de l'Autorité palestinienne, Mahmoud Abbas, a appelé à un référendum national sur l'approbation du texte par les Palestiniens. Ce vote aurait pu avoir lieu le 26 juillet 2006, si le Fatah et le Hamas ne parvenaient pas à un compromis. Les dirigeants du Hamas ont dans un premier temps rejeté les appels de Abou Mazen et ont choisi de boycotter le texte. Les prisonniers du Hamas et du Jihad islamique, qui avaient collaboré à la rédaction du texte, retirèrent alors leurs noms et leurs soutiens au texte, pour protester contre la décision de Abbas d'imposer un référendum.
Un sondage à la fin du mois de juin 2006 a montré un soutien au référendum de 47 % des Palestiniens.
Le Président Abbas a exprimé le souhait de faire du document des prisonniers, la base de négociations avec Israël. Le Premier ministre israélien Ehoud Olmert a toutefois rejeté ce document qui s'éloigne selon lui des recommandations internationales. Le document mentionne notamment le droit au retour des réfugiés palestiniens et un retrait intégral des territoires de Cisjordanie, conquis sur la Transjordanie en 1967.
Un accord a finalement été trouvé sur le contenu du texte, entre le Fatah et le Hamas,, le 27 juin, à la veille de l'enlèvement d'un soldat israélien (Gilad Shalit) et du déclenchement de la réponse israélienne lors de l'opération Pluie d'été.

## Controverse sur le document
Certains critiquent les médias occidentaux d'avoir interprété le document comme une reconnaissance du droit à l'existence d'Israël, alors qu'il n'y est pas fait mention d'une solution à 2 États
,. Interrogé à ce sujet, le parlementaire du Hamas, Salah al-Bardawil, répondit à l'Agence Reuters : "We said we accept a state (in territory occupied) in 1967 -- but we did not say we accept two states", c'est-à-dire "Nous avons affirmé que nous acceptions un État sur les territoires occupés depuis 1967 -- mais nous n'avons pas dit que nous acceptions 2 États" .